# Otinovci
Otinovci su naseljeno mjesto u općini Kupres, Federacija Bosne i Hercegovine, BiH.
U selu se nalazi arheološko područje s ostacima crkava iz 5., 15. i 19. stoljeća: ranokršćanska bazilika, crkva sv. Trojstva i crkva sv.Ivana Krstitelja. 

## Stanovništvo

### 1991.
Nacionalni sastav stanovništva 1991. godine, bio je sljedeći:
ukupno: 186
- Hrvati - 143
- Srbi - 38
- Muslimani - 5

### 2013.
Nacionalni sastav stanovništva 2013. godine, bio je sljedeći:
ukupno: 150
- Hrvati - 142
- Bošnjaci - 7
- ostali, neopredijeljeni i nepoznato - 1

## Vanjske poveznice
- maplandia.com: Otinovci